# Szuezi válság

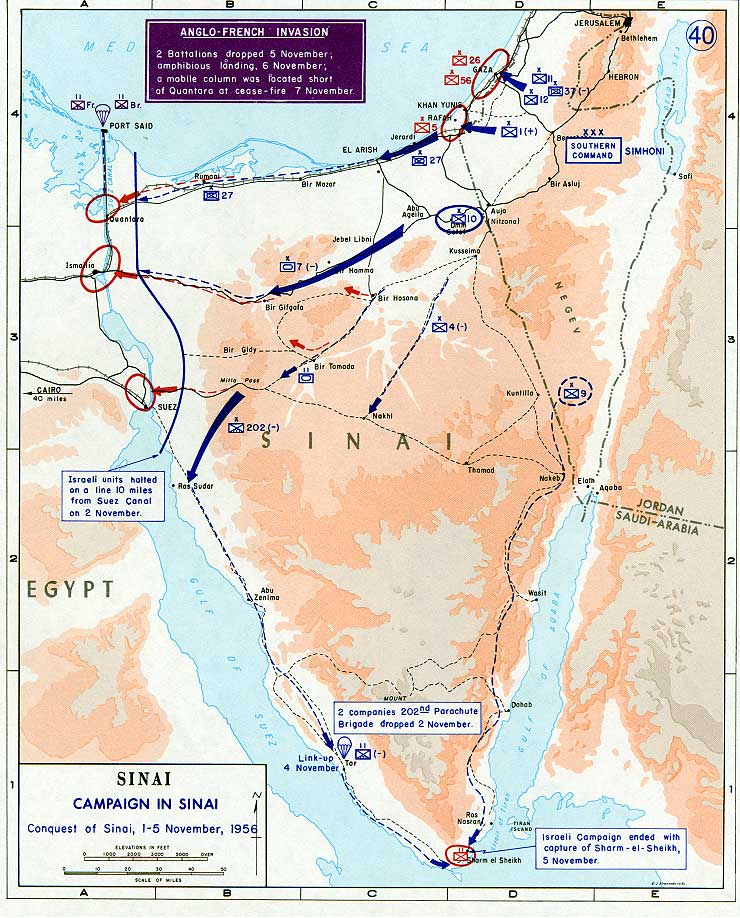
A Sínai-félsziget megszállása, október 29. – november 5.

A szuezi válság a Szuezi-csatorna államosítása miatt kitört nemzetközi konfliktus és Egyiptom ellen folytatott közös izraeli-brit-francia háború volt 1956. október 29. és november 7. között. E háborút a 2. arab-izraeli háborúként is emlegetik. A konfliktus a nemzetközi politikában szoros összefüggésbe került a magyar 1956-os forradalommal.

## Előzmények
4 évvel a szuezi válság előtt, 1952-ben Egyiptom még erős angol befolyás alatt álló királyság volt, ahol az angolokhoz hű török származású dinasztia uralkodott. Az angolellenesség és a korruptnak tartott, angolbarát Faruk királlyal szembeni elégedetlenség fokozódott, és egy népfelkeléssel támogatott katonai puccsal (egyiptomi forradalom) a fiatal Gamal Abden-Nasszer ezredes vezette Szabad Tisztek átvették a hatalmat, új korszakot nyitva Egyiptom történetében. A karizmatikus Nasszer elnök Egyiptomot köztársasággá alakította, nagyszabású társadalmi-gazdasági átalakításba fogott. Az angoloktól való függetlenedés jegyében Nasszer 1954-re elérte, hogy a brit kormány kivonja az első világháború befejezése óta a Szuezi-csatorna övezetében állomásozó csapatait.
Nasszer egyre merészebben szállt szembe a brit és amerikai befolyással, közben egyre nagyobb befolyásra tett szert az arab világban.
Nasszer modernizálni kívánta Egyiptomot, nagy álma, hogy Asszuánnál egy hatalmas vízi erőművet építsen a Níluson, amely forradalmasítja az egyiptomi mezőgazdaságot, és biztosítja az energiát egy egyiptomi ipari forradalom számára.
1956 februárjában az USA és Nagy-Britannia vállalta a gátépítés finanszírozását, Nasszer feltételként elfogadta, hogy az egyiptomi gazdasági élet a Világbank ellenőrzése alá kerül.
1956 júliusában London és Washington nyomást akart gyakorolni a túlzott önállóságot mutató Nasszerre (egyiptomi–csehszlovák fegyverüzlet megkötése, Kínai Népköztársaság elismerése), így Eisenhower bejelentette, nem hajlandók finanszírozni a gát építését.

### A Szuezi-csatorna államosítása
Nasszer azonban várakozásaikkal ellentétben nyilvánosan szembeszállt velük. Bejelentette, Egyiptom egyedül is kifizeti az Asszuáni-gát költségeit, a Szuezi csatorna államosításával. A csatorna részvényeinek csak kis százaléka volt egyiptomi kézben, a többségi tulajdon egy angol–francia vegyesvállalaté volt, a profit jelentős része külföldre áramlott. Nasszer jogszerű államosítást hirdetett meg, teljes kártalanítást ígért a tulajdonosoknak, és 1956. július 26-án államosította a Szuezi-csatornát.
Az államosítás bejelentése az egész világot meglepte. Először fordult elő, hogy egy korábban brit befolyás alatt álló arab ország nyíltan szembeszállt Nagy-Britanniával és az új világhatalmat képviselő USA-val.
A brit kormány természetesen nem kívánt lemondani a Szuezi-csatorna jelentette hosszútávú haszonról és stratégiai ellenőrzésről. Nasszerben a brit befolyást tovább csökkentő veszélyes ellenfelet láttak, aki egy új arab összefogást hozhat létre. Franciaország is örömmel látta volna Nasszer hatalmának visszaszorulását. Okkal, hiszen az arabok között terjedő nasszerizmus hatására a még mindig az egymilliós francia telepes kolónia vezetése alatt álló Algériában a többségi arabok függetlenségi harcba kezdtek.

### Az Egyiptom elleni invázió
A britek tudták, a világ elítélne egy nyílt angol katonai beavatkozást. (A lengyel válság miatt világháborús feszültség volt a levegőben.) Ezért nyilvános lépésként a Szuezi-csatorna nemzetközi ellenőrzés alá helyezését, és nemzetközi konferencia összehívását javasolták. A háttérben viszont a brit kormány Izrael és Franciaország bevonásával titkos tervet dolgozott ki a csatorna visszaszerzésére, visszaadására a magántőke kezébe. Az október 22-én megkötött sèvres-i titkos megállapodás lényege az volt, hogy az izraeli hadsereg a Szuezi-csatorna vonaláig elfoglalja Egyiptomot, a britek és franciák pedig ezután látszólag békéltetőként lépnek fel és felajánlják Egyiptom megvédését, amihez katonailag meg kell szállniuk a csatornát. (A korábbi, brit és francia befolyás alatt született nemzetközi egyezmények értelmében ha egy arab országot külső támadás ér, akkor Nagy-Britannia és Franciaország újra elfoglalhatja a Szuezi csatornát.) A megállapodással egyidejűleg Nagy-Britannia ultimátumot intézett Egyiptomhoz, amelyben október 31-ig adott haladékot a Szuezi-csatorna kiürítésére.
Izrael a sèvres-i tárgyalásokat követően október 29-én lerohanta Egyiptomot, és elfoglalta a Sínai-félszigetet. Miután október 31-én Nasszer a várakozásnak megfelelően elutasította Nagy-Britannia és Franciaország ultimátumát, azok megkezdték az ország bombázását, majd november 5-én haderőik partra szálltak Egyiptomban.
Nasszer előrelátóan a bombázásokat megelőzve a légi erejének jelentős részét a biztonságos Szíriába irányította. A Szuezi-csatorna forgalmának akadályozására pedig 47 hajót süllyesztettek el a világ egyik legfontosabb vízi útján, amelyen a nemzetközi olajszállítás jelentős része zajlott.
A hármas koalíció az előretöréskor összesen hatvanhétezer jól felszerelt katonát tudott felvonultatni Nasszer ötvenezer egyiptomi fegyverese ellen.
A koalíció képes lett volna a háború sikeres folytatására és befejezésére. Ekkor azonban többirányú nemzetközi nyomás alá került, ami végül az akció befejezésére kényszerítette őket.
Az Egyesült Államok a hidegháború évei alatt eleve óvakodott minden olyan nyíltan arabellenes lépéstől, ami a Szovjetunió oldalára állíthatta az arabokat. Ráadásul a szuezi válság idején az Egyesült Államokban épp választási kampány zajlott (Eisenhower elnök a "Béke és prosperitás!" szlogennel kampányolt újraválasztásáért), és az amerikai közvélemény nem támogatta a beavatkozást,
Az Egyesült Államok határozott gazdasági nyomásgyakorlásba kezdett Londonnal szemben: megakadályozta egy azonnali IMF gyorshitel folyósítását, amire Londonnak a Szuezi-csatorna lezárásával kieső olajszállítások miatt szüksége lett volna. Továbbá font-kötvény eladásokkal árfolyamtámadást intézett az angol font ellen, heteken belüli gazdasági válsággal fenyegetve Nagy-Britanniát.
Ezt súlyosbította, hogy a legnagyobb olajtermelő Szaúd-Arábia olajembargót vezetett be Nagy-Britannia és Franciaország ellen, és az USA sem volt hajlandó saját olajjal kisegíteni őket csapataik visszavonásáig. A világ első olajembargója meglepte a briteket, hiszen polgáraik benzinjegyért sorban állva először érezték a saját bőrükön a közel-keleti konfliktusok hatását.
A Szovjetunió Egyiptom és az invázió megszüntetése mellett állt, és számára kedvező volt, hogy a szuezi válság elterelte a figyelmet a napokkal korábban kitört 1956-os magyar forradalomról, és a szovjet katonai beavatkozásról.
Az USA és az ENSZ gazdasági és politikai nyomására november 6-án illetve 7-én végül Nagy-Britannia és Franciaország kénytelen volt azonnali fegyverszünetet kötni.
Ezt követően a két szemben álló fél tevékenységének ellenőrzése érdekében az ENSZ katonai erőket hozott létre UNEF I. néven. Ez 1967-ig a Szuezi-csatorna övezetében és a Tiran-szoros kijáratánál, Sarm es-Sejknél működött, lehetővé téve, hogy Izrael használhassa a Tiran-szorost, így hajói kijuthattak az Akabai-öbölből a Vörös-tengerre. Ez 5000-6000 fős haderő volt, 10 országból (például Jugoszlávia, Brazília, Svédország). A költségeket a tagállamok többsége nem volt hajlandó megfizetni.

### A szuezi válság következményei
A szuezi invázió elsődleges célja Nasszer hatalmának csökkentése, megdöntése lett volna. A valóságban azonban a szuezi válságot követően Nasszer hatalma és befolyása megerősödött. Egyiptom ugyan katonai értelemben vereséget szenvedett, a világ és saját hazája közvéleménye előtt azonban erkölcsileg győztesként került ki. A szuezi válság viszont fordulópont volt (elsősorban) Nagy-Britannia és Franciaország számára, mert nagyhatalmi nimbuszuk, nemzetközi tekintélyük újabb súlyos csorbát szenvedett.